# Somatogyrus virginicus
Somatogyrus virginicus är en snäckart som beskrevs av Walker 1904. Somatogyrus virginicus ingår i släktet Somatogyrus och familjen tusensnäckor. IUCN kategoriserar arten globalt som livskraftig. Inga underarter finns listade i Catalogue of Life.